# Щуквін
Щуквін (пол. Szczukwin) — село в Польщі, у гміні Тушин Лодзький-Східного повіту Лодзинського воєводства.
Населення — 337 осіб (2011).
У 1975-1998 роках село належало до Пйотрковського воєводства.

## Демографія
Демографічна структура станом на 31 березня 2011 року:
|          | Загалом | Допрацездатний вік | Працездатний вік | Постпрацездатний вік |
| -------- | ------- | ------------------ | ---------------- | -------------------- |
| Чоловіки | 163     | 35                 | 97               | 31                   |
| Жінки    | 174     | 40                 | 79               | 55                   |
| Разом    | 337     | 75                 | 176              | 86                   |